# Lejanía (película)
Lejanía es una película mexicana dirigida por Pablo Tamez Sierra y fue estrenada en octubre de 2013

## Sinopsis
Un hecho violento da paso a la reflexión sobre la memoria, los lazos afectivos, los secretos familiares y la dificultad de las nuevas generaciones por conocer y aceptarlo.

## Reparto
- Esther Sierra de Echevarría
- Lupita Sierra
- Felipe Gonzales
- Jorge Alfredo Gonzales Sierra
- Felipe Gonzales Sierra
- Carlos Gonzales Sierra
- Sussete Gonzales Sierra
- Marisela Gonzales Sierra